# 7002 Bronshten
7002 Bronshten è un asteroide areosecante. Scoperto nel 1971, presenta un'orbita caratterizzata da un semiasse maggiore pari a 2,3570823 UA e da un'eccentricità di 0,3338292, inclinata di 4,57891° rispetto all'eclittica.